# Scarus altipinnis
Scarus altipinnis és una espècie de peix de la família dels escàrids i de l'ordre dels perciformes.

## Morfologia
Els mascles poden assolir els 60 cm de longitud total.

## Distribució geogràfica
Es troba des de les Illes Ryukyu fins a les Illes de la Línia, el sud del Japó i Micronèsia.